# J S Goodall
John Strickland Goodall (7 juin 1908 à Heacham - 2 juin 1996 à Shaftesbury) est un illustrateur de livres pour enfants britannique.

## Biographie
Il fait ses études à Harrow et son père accepte avec réticence qu’il suive des cours de dessins avec deux de ses amis artistes Arthur Stockdale Cope et John Watson Nicol. De 1925 à 1929 il suit les cours de la Royal Academy.
À partir de 1930, il travaille comme illustrateur pour des revues comme Radio Times et Bystander. Il peint à l’aquarelle de nombreux paysages.
Pendant la Seconde Guerre mondiale il est affecté en Indes à une section de camouflage.
Sa femme, Margaret Nicol, épousée en 1933, étant tombée gravement malade dans les années 1970, elle mourra en 1989, nécessitait une surveillance constante qui ne lui permettait pas de s’éloigner d’elle. C’est cette réclusion forcée qui l’amène à se consacrer à l’illustration de livres pour enfants, ce qui lui amène le succès.
Ses livres, petit format à l’italienne, entièrement conçus et illustrés par lui, relatent des histoires sans paroles, ne comportant pas de texte à l’exception du titre.
Le livre comporte des pages et demi pages et la continuité du récit se comprend en rabattant la demi page au fur et à mesure de la lecture.
Ces livres connurent un succès mondial et furent édités en France par Gallimard.
Les histoires pour enfants mettent en scène des animaux. Par la suite ils créent des livres illustrant des saisons ou activités de la période victorienne ou édouardienne comme Edwardian Season (1979) et Victorians Abroad.
La délicatesse de ses aquarelles en font un des artistes très recherché en Grande-Bretagne

## Œuvres
Les titres originaux sont donnés entre parenthèses.
- Comment Jacko, le petit singe savant, retrouva sa maman, Gallimard, Paris 1979 (Jacko, Macmillian, London 1976).
- Que font les poupées la nuit quand les enfants dorment?, Gallimard, Paris 1979 (The Midnight Adventures of Kelly, Dot and Esmeralda, Macmillian, London 1972).
- La demoiselle d’honneur insupportable (Naughty Nancy the Bad Bridesmaid).
- Le château de la peur, Gallimard, Paris 1979 (Creepy Castle, Macmillian, London 1980).
- Ah, les belles vacances des petits cochons!, Gallimard, Paris 1982 (Paddy Pork's Holiday, Macmillian, London 1975).
- Pique-nique, tempête et naufrage, Gallimard, Paris 1979 (The Surprise Picnic, Macmillian, London 1977).
- Escapade récit en silhouette